# Ramund
"Ramund" er en folkevise som kendes i mange forskellige udgaver på tværs af de nordiske lande. I sin mest kendte form er den formentlig af svensk oprindelse.
Sangen er inkluderet i Højskolesangbogen med titlen "Ramund var sig en bedre mand".

## Tidligste versioner
En af de ældste nedskrevne udgaver af teksten er fra 1761 og er optegnet af Torleiv Hannaas.
Den blev udgivet 1812-1814 i Udvalgte danske Viser fra Middelalderen i sin fulde længde.
I Danmarks gamle Folkeviser, bind I, der blev udgivet 1853-54, findes en udgave af sangen på 30 vers, hvor han i stedet for Ramund hedder Ranild.
Melodien findes også i flere varianter. Varianten fra Udvalgte danske Viser fra Middelalderen blev i 1869 arrangeret for klaver af A.P. Berggreen i Danske Folkesange og Melodier, i en version som er præget af samtidens klassiske musik, og her optræder teksten i den forkortede udgave som er den bedst kendte i dag.
Folkemindeforskeren Evald Tang Kristensen optegnede visen i tre tekstvarianter og to melodivarianter som han udgav i Et hundrede gamle danske Skjæmteviser i 1903.

## Figuren Ramund
Visen er formentlig først digtet efter middelalderen, og selvom figuren Ramund har enkelte ligheder med hovedpersonen i Romund Gripssøns saga, har handlingen i visen og sagaen ikke meget til fælles. Sagaen er først sent overleveret, men har formentlig et forlæg som kendtes allerede i 1100-1200-tallet. En anden krigerfigur, Romund den Rå, nævnes desuden i Rolf Krakes saga som en del af Rolfs hird.

## Moderne versioner
Sangen blevet indspillet af en række bands og kunstnere
- Metalbandet Týr har indspillet en version af sangen på deres album Eric the Red fra 2003. Týrs indspilning skiller sig ud ved at være indspillet på Gøtudanskt.
- Musica Ficta
- Sorten Muld på III fra 2000
- Folkstow
- Morild
- Myrkur på Folkesange fra 2020

## Tekst
Tekst som den står i Højskolesangbogen
Ramund var sig en bedre mand
om han havde bedre klæder
Dronningen gav hannem klæder på stand
af blårgarn, bast og læder
"Sådant vil jeg ikke ha", sagde Ramund.
"Sådant står mig ikke bra", sagde Ramund hin unge
Ramund gik sig ved salten søstrand,
der så han syv jætter stande.
"Tager jeg Ramund på min mindste hånd
og kaster ham langt fra lande."
"Det gør ikke ene du," sagde Ramund,
"Komme må I alle syv," sagde Ramund den unge.
Ramund tog til sit dyre sværd,
det han kaldte Dymlingen røde.
Hug han de jætter syv med en færd,
at blodet randt dennem til døde.
"Der ligger alle syv," sagde Ramund,
"Alt står jeg her endnu," sagde Ramund den unge.
Ramund ladede skibene syv
med guld og med ædele stene.
Sejled så over den sø så stiv,
hen ind på kejserens lande.
"Nu er vi komne her," sagde Ramund,
"Nu har vi bedre lært," sagde Ramund den unge.
Kejseren ud af vinduet så
med angest og sorrigfuld mine:
"Hvo er den mand, i gården mon stå
og der så hæsselig grine?
"Det er mig, jeg har lyst," sagde Ramund,
"med dig at vov' en dyst," sagde Ramund den unge.
"Kære Ramund! du lade mig leve,
jeg så end aldrig din lige.
Min yngste datter vil jeg dig give
og halvparten af mit rige."
"Det tar jeg, når jeg vil," sagde Ramund,
"og så din datter til," sagde Ramund den unge.
Ramund tog til sin store kniv,
den han kaldte Dymlingen dyre.
Skilte han kejseren ved hans liv,
at hovedet fløj femten mile.
"Jeg mente, den ej bed," sagde Ramund,
"Dog rinder blodet ned," sagde Ramund den unge.